# Saint-Léonards underjordiska sjö

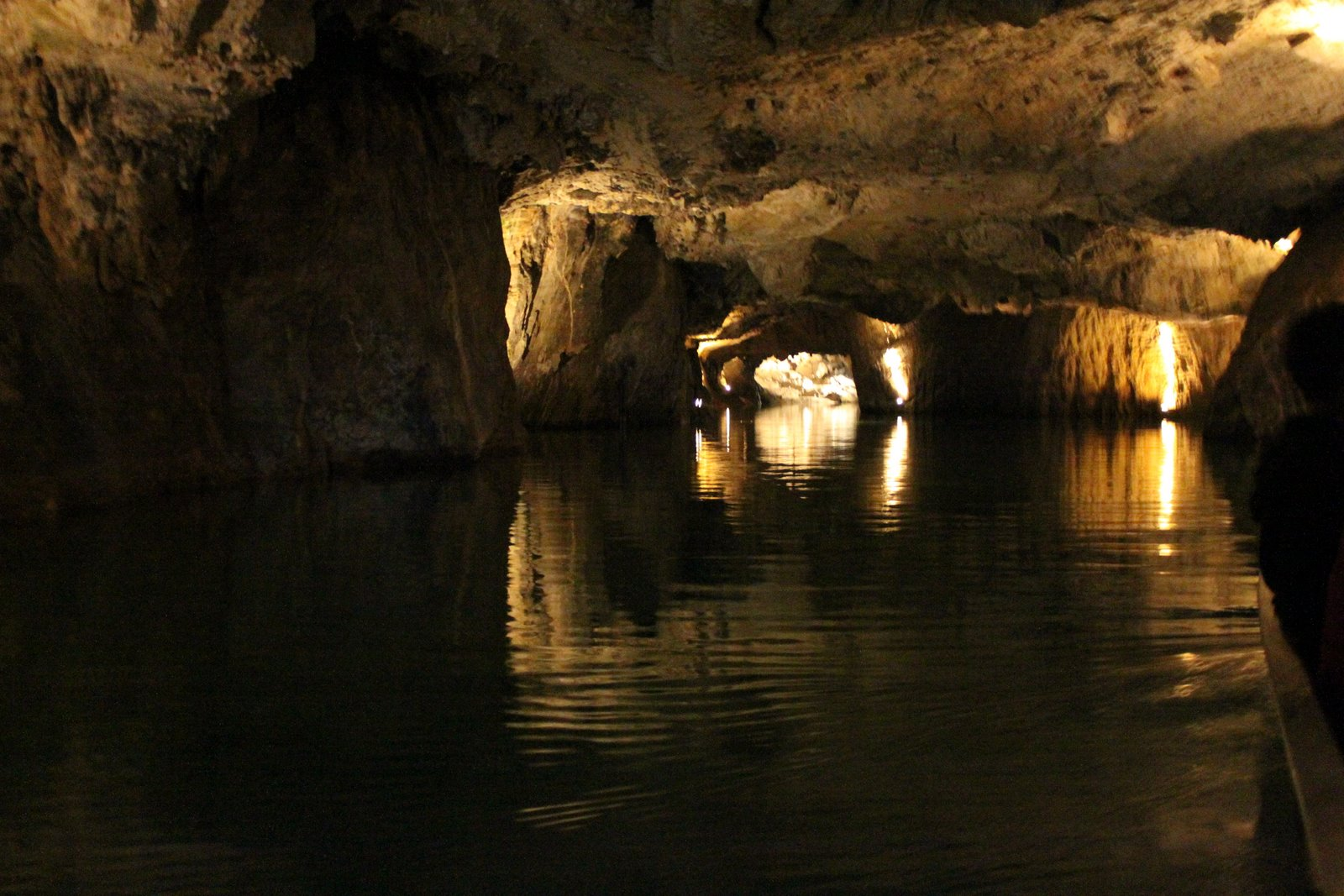

Saint-Léonards underjordiska sjö (franska: Lac souterrain de Saint-Léonard) är den största naturliga underjordiska sjön i Europa. Sjön ligger i byn Saint-Léonard c:a 5 km öster om Sion i Valais i Schweiz.

## Historia
Utanför den nuvarande entrén till sjön låg fram till 1946 en sjö som dolde i princip hela öppningen till den grotta som sjön återfinns i. Våren 1943 tog sig Jean-Jacques Pittard in med hjälp av en luftdriven kanot i grottan, som då endast hade ett par decimeter mellan tak och vattenyta. Vid en jordbävning 1946 (5,6 på Richterskalan) sänktes vattennivån så att den utanförliggande sjön försvann och delar av grottans tak rasade. 1949 öppnades grottan för allmänheten och har sedan dess varit en välbesökt turistattraktion.

## Egenskaper
Grottans norra vägg består av marmor, den södra av skiffer och taket av gips. Gipstaket har sakta eroderats sönder av vattnet inne i grottan och skapat det hålrum där sjön ligger. Sjön är 300 m lång och 20 m bred. Längst in i grottan finns en öppning till en djupare grotta som är 1500m lång men som inte är öppen för allmänheten och kräver avancerad utrustning för att kunna ta sig in i.
Vattnet i sjön är helt klart och med belysning kan man se botten i hela sjön. Vattnet saknar helt växtlighet och det enda levande som finns i sjön är trettiotal inplanterade regnbågsöringar, som måste matas för att överleva. Vattentemperaturen är 11 grader året om och lufttemperaturen ligger konstant på 15 grader.
Längst in i grottan återfinns grottans skyddshelgon Sankta Barbara, som vakar över grottan och ser till så att ingen förolyckas där. Trots hennes vakande återfinns det tre sjunkna båtar på botten i sjön.

## Sägner
Det sägs att flickor som tittar ned i vattnet vid midnatt den 24 december ser ansiktet på sin blivande make. Detta är dock inte möjligt att verifiera, eftersom grottan endast är öppen april–oktober.